# Karnawał, chłopaku!
Karnawał, chłopaku! (port. Ó Pai, Ó) – brazylijski film muzyczny z 2007 roku wyreżyserowany przez Monique Gardenberg. Tytuł znaczy dosłownie „Spójrz tylko, spójrz!” (Olhe Para Isso, Olhe!). Koordynatorem ścieżki dźwiękowej jest muzyk Caetano Veloso. Film opowiada historię mieszkańców kamienicy czynszowej w Salvadorze, w stanie Bahia. Powstał na podstawie sztuki teatralnej stworzonej przez teatr Olodum. Stał się inspiracją dla serialu telewizyjnego o tym samym tytule, emitowanego przez Rede Globo. Premiera 10-odcinkowego serialu miała miejsce 31 października 2008 r., a jedną z głównych ról grał Lázaro Ramos, który wystąpił także w filmie.

## Streszczenie
Film przedstawia jeden dzień z życia mieszkańców czynszówki na starówce Pelourinho w Salvadorze. Akcja ma miejsce ostatniego dnia karnawału, stąd wiele elementów muzyki i tańca. Wszyscy przygotowują się do wzięcia udziału w pochodach karnawałowych. Jedynie bardzo religijnej Donie Joanie nie udziela się nastrój zabawy, jest wręcz zirytowana beztroską najemców swojej kamienicy i postanawia zakręcić główny zawór wody. Prowadzi to do zabawnych sytuacji.
Chociaż film utrzymany jest w konwencji komedii, ukazuje mniej znane oblicze Salvadoru i ujawnia kontrasty i nierówności społeczne. Podczas gdy dla jednych karnawał to czas zabawy, radości i beztroski, inni muszą zmagać się z takimi problemami, jak przemoc, narkotyki i uprzedzenia rasowe.

## Obsada
- Lázaro Ramos – Roque
- Stênio Garcia – Seu Jerônimo
- Wagner Moura – Boca
- Luciana Souza – Dona Joana
- Dira Paes – Psilene
- Érico Brás – Reginaldo
- Tânia Tôko – Neusão da Rocha
- Emanuelle Araújo – Rosa
- Rejane Maia – Baiana
- Lyu Arisson – Yolanda
- Valdinéia Soriano – Maria
- Jorge Washington – Matias
- Cássia Vale – Mãe Raimunda
- Auristela Sá – Carmem
- Virgínia Rodrigues – Bioncetão
- Edvana Carvalho – Lúcia
- Leno Sacramento – Raimundinho
- Cristóvão Silva – Negócio Torto
- Vinícius Nascimento – Cosme
- Felipe Fernandes – Damião
- Cidnei Aragão – Peixe Frito
- Mateus Ferreira da Silva – Mateus
- Nauro Neves – Lord Black
- Merry Batista – Dalva
- Natália Garcez – Lia
- Tatau – Tatau